# Д’Росарио, Патрик
Патрик Д’Росарио (англ. Patrick D’Rozario; род. 1 октября 1943, Барисал, Британская Индия) — первый бангладешский кардинал, член Конгрегации Святого Креста. Епископ Раджшахи с 21 мая 1990 по 3 февраля 1995. Епископ Читтагонга с 3 февраля 1995 по 25 ноября 2010. Коадъютор Дакки с 25 ноября 2010 по 22 октября 2011. Архиепископ Дакки с 22 октября 2011 по 30 сентября 2020. Кардинал-священник с титулярной церковью Ностра-Синьора-дель-Сантиссимо-Сакраменто-э-Санти-Мартири-Канадези с 19 ноября 2016.